# Rudy Clark
Rudy Clark, né le 29 octobre 1935 à New York et mort le 3 septembre 2020 en Floride, est un compositeur américain. 
Il est notamment connu pour sa chanson Got My Mind Set on You composée pour James Ray, et devenue un hit international lorsqu'elle fut interprétée en 1987 par George Harrison. Il est également l'auteur de The Shoop Shoop Song (It's in His Kiss) composée pour Betty Everett et ayant connu un certain succès lors de son interprétation par Cher en 1991. Sa chanson Everybody Plays the Fool a pour sa part été nommée au Grammy Award de la meilleure chanson R&B.

## Discographie partielle
Sont ici répertoriées les chansons ayant atteint les charts anglais ou américains.
| Année | Chanson                                 | Interprète original | Co-auteur                  | ClassementUS Pop | ClassementUS R&B | Classement UK | Autres versions |
| ----- | --------------------------------------- | ------------------- | -------------------------- | ---------------- | ---------------- | ------------- | --- |
| 1961  | If You Gotta Make a Fool of Somebody    | James Ray           |                            | 22               | 10               | —             | 1963 : Freddie and the Dreamers, #3 UK 1965 : Maxine Brown, #63 US pop                                                                                               |
| 1962  | Itty Bitty Pieces                       | James Ray           |                            | 41               | —                | —             | |
| 1962  | Got My Mind Set On You                  | James Ray           |                            | —                | —                | —             | 1987 : George Harrison, #1 US pop, #2 UK |
| 1962  | Waddle, Waddle                          | The Bracelets       |                            | 113              | —                | —             | |
| 1963  | Do the Monkey                           | King Curtis         | Bobby Darin                | 92               | —                | —             | |
| 1963  | Shirl Girl                              | Wayne Newton        | Bobby Darin                | 58               | —                | —             | |
| 1963  | The Shoop Shoop Song (It's in His Kiss) | Merry Clayton       |                            | —                | —                | —             | 1964 : Betty Everett, #6 US pop, #1 R&B, #34 UK (1968) 1975 : Linda Lewis, #107 US pop, #97 R&B. #6 UK 1977 : Kate Taylor, #49 US pop 1990 : Cher, #33 US pop, #1 UK |
| 1964  | Beg Me                                  | Chuck Jackson       |                            | 45               | 5                | —             | |
| 1964  | What Can a Man Do?                      | Ben E. King         |                            | 113              | 39               | —             | |
| 1964  | Do It Right                             | Brook Benton        |                            | 67               | 33               | —             | |
| 1965  | Why Don't You Let Yourself Go           | Mary Wells          |                            | 107              | —                | —             | |
| 1965  | Good Lovin'                             | The Olympics        | Artie Resnick              | 81               | —                | —             | 1966 : The Young Rascals, #1 US pop |
| 1967  | You Can't Stand Alone                   | Wilson Pickett      |                            | 70               | 26               | —             | |
| 1968  | A Woman With the Blues                  | The Lamp Sisters    |                            | —                | 20               | —             | |
| 1971  | You Shouldn't Have Set My Soul on Fire  | Inez Foxx           |                            | —                | 50               | —             | |
| 1972  | Everybody Plays the Fool                | The Main Ingredient | J. R. Bailey, Ken Williams | 3                | 2                | 52            | 1991 : Aaron Neville, #8 US pop |
| 1973  | After Hours                             | J. R. Bailey        | J. R. Bailey, Ken Williams | —                | 29               | —             | |
| 1975  | Seven Lonely Nights                     | The Four Tops       | J. R. Bailey, Ken Williams | 71               | 13               | —             | |